# Japalura grahami
Espèce
Synonymes
- Phoxophrys grahami Stejneger, 1924

Statut de conservation UICN

 DD  : Données insuffisantes
Japalura grahami est une espèce de sauriens de la famille des Agamidae.

## Répartition
Cette espèce est endémique du Sichuan en République populaire de Chine.

## Étymologie
Cette espèce est nommée en l'honneur du révérend David Crockett Graham (1884-1961).

## Publication originale
- Stejneger, 1924 : Herpetological novelties from China. Occasional Papers of the Boston Society of Natural History, vol. 5, p. 119-121 (texte intégral).